# Colorado
Colorado (/ˌkɒləˈrædoʊ, -ˈrɑːdoʊ/ ⓘ KOL-ə-RAD-oh, -⁠RAH-doh, biến thể, và phát âm ngôn ngữ khác; có thể phát âm tiếng Việt như "Cô-lô-ra-đô") là một tiểu bang phía Tây ở miền trung Hoa Kỳ. Tiểu bang nổi tiếng về địa hình nhiều núi.

## Địa lý
Colorado là một trong ba tiểu bang có các ranh giới nằm trên vĩ tuyến và kinh tuyến (hai tiểu bang kia là Wyoming và Utah). Tiểu bang bắt đầu từ 37° đến 41° vĩ độ bắc và từ 102° đến 109° kinh độ tây. Đài kỷ niệm Bốn Gốc ở cực tây nam ở 37° vĩ độ bắc và 109° kinh độ tây.

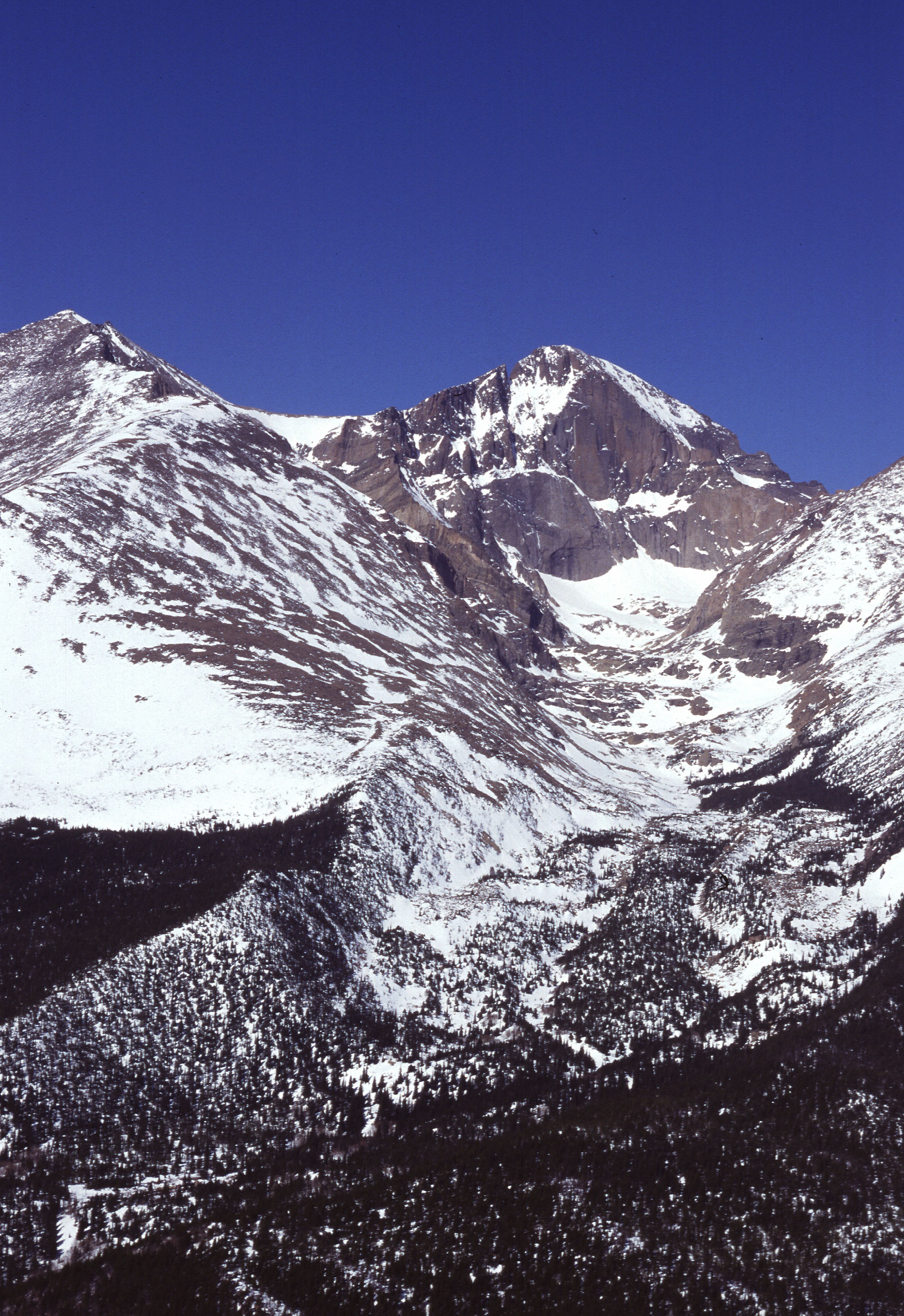
Những đống tuyết ở độ cao 4.345 m (14.255 foot) trên đỉnh Long tại Công viên Quốc gia Dãy núi Rocky.

Về phía đông của dãy núi Trước mặt (Front Range) của dãy núi Rocky là đồng bằng đông Colorado, phần của đồng bằng Lớn ở trong Colorado có cao độ từ 1.000 đến 2.000 mét (3.500 đến 7.000 foot). Kansas và Nebraska nằm bên cạnh Colorado về phía đông. Đồng bằng này dân cư thưa thớt và hầu hết người dân sống dọc theo hai con sông Nam Platte và Arkansas và Đường số 70. Tiểu bang có mưa rất ít, lượng mưa trung bình hàng năm là 380 milimét (15 inch). Miền này chỉ có vài vùng đất có nước tưới tiêu, và phần lớn đất dành cho nông nghiệp đất khô hay trại chăn nuôi gia súc. Cây lúa mì vụ đông là vụ mùa đặc trưng và hầu hết các thị trấn nhỏ trong vùng tự hào vì có cả tháp nước và máy hút lúa.
Các thành phố lớn và thị trấn nằm phía đông dãy núi Trước mặt, gần Đường số 25. Phần lớn dân cư Colorado ở trong khu vực đô thị đông đúc này.
Dãy núi Trước mặt của dãy núi Rocky có những đỉnh nổi tiếng như đỉnh Long, núi Evans, đỉnh Pike, và Spanish Peaks gần Walsenburg về phía nam. Nước ở vùng này chảy về phía đông, và vùng này có rừng và thành thị ở một phần. Khi các thành phố ở đây mở mang, đất ở đây không còn được sử dụng cho việc đốn gõ và nuôi vật ăn cỏ, dẫn đến dầu xăng đống lên. Trong hạn hán năm 2002, những vụ cháy rừng xảy ra ở vùng này.
Về phía tây của dãy núi Trước mặt nằm đường chia lục địa của Bắc Mỹ. Về phía tây của đường chia là dốc Tây. Nước chảy từ phía đông của đường chia này vào vịnh Mexico theo sông Mississippi, và nước cũng chảy từ phía tây của đường chia vào Thái Bình Dương theo sông Colorado.

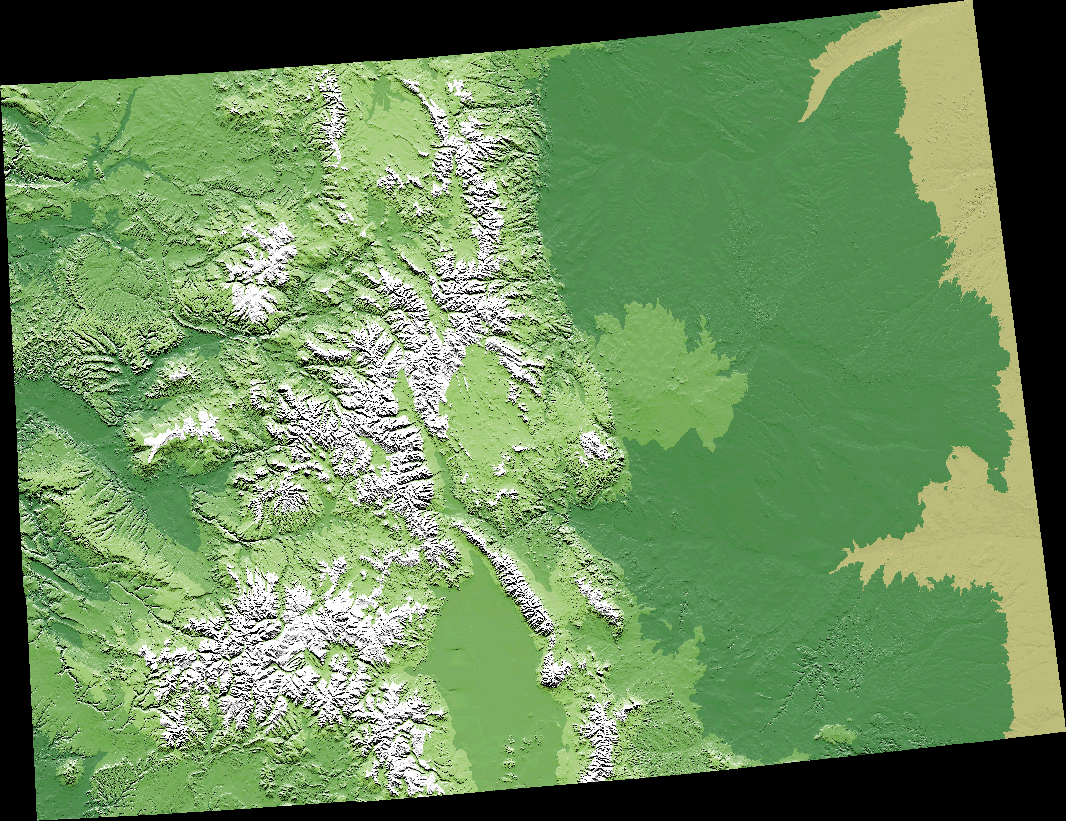
Bản đồ địa hình của Colorado dùng mô hình số độ cao. Phần lớn của tiểu bang có đất bằng, không giống nhiều người tưởng.

Vào miền trung của dãy núi Rocky nằm vài lưu vực (ở đấy gọi là park) rộng và cao. Về miền bắc, về phía đông của đường chia lục địa là lưu vực Bắc (North Park). Nước chảy từ lưu vực này theo sông Bắc Platte, đó chảy về hướng bắc vào Wyoming. Một chút về phía nam nhưng ở bên tây của đường chia nằm lưu vực Trung (Middle Park), nước chảy theo sông Colorado. Lưu vực Nam (South Park) là thượng nguồn của sông Nam Platte. Về phía nam nằm thung lũng San Luis, thượng nguồn sông Rio Grande, nó chảy vào New Mexico. Qua dãy núi Sangre de Cristo về phía đông của thung lũng San Luis là thung lũng Núi ướt (Wet Mountain Valley). Những lưu vực này, nhất là thung lũng San Luis, nằm theo kẽ hở Rio Grande (Rio Grande Rift), thành hệ địa chất lớn, và các nhánh của nó. (Xem thung lũng Đại kẽ – Great Rift Valley.)
Dãy núi Rocky trong Colorado có 54 đỉnh cao hơn 4.270 m (14.000 foot), được gọi fourteener trong nghề leo núi do độ cao trong hệ đo lường Hoa Kỳ. Các núi đây có cây tùng bách và cây lá rung tới đường giới hạn cây cối, cao độ từ khoảng 4.000 m (12.000 foot) vào miền nam tiểu bang đến 3.200 m (10.500 foot) vào miền bắc; trên đường này chỉ có cây cối Alpine. Dãy Rocky chỉ có thuyết vào mùa đông; phần nhiều tuyết tan ra vào giữa tháng 8 trừ một số sông băng nhỏ. Vành đai Khoáng vật Colorado, kéo ra từ dãy núi San Juan vào miền tây nam tới Boulder và Thành phố Trung (Central City) trên dãy núi Trước mặt, bao gồm phần nhiều của những khu vực mỏ vàng và bạc lịch sử của Colorado.
Nước phần lớn chảy xuống dốc Tây theo sông Colorado và các nhánh của nó. Nổi tiếng về miền nam là dãy núi San Juan, một dãy núi rất lởm chởm, và về phía tây của dãy San Juan có cao nguyên Colorado, một sa mạc cao giáp với miền nam Utah. Grand Junction là thành phố lớn nhất trên dốc Tây. Grand Junction sử dụng Đường số 70. Về phía đông nam của Grand Junction là Grand Mesa, một núi mặt bàn lớn. Xa hơn nữa về phía đông nằm các khu nghỉ trượt tuyết ở Aspen, Vail, Crested Butte, và Steamboat Springs. Gốc tây bắc của Colorado bên cạnh miền bắc Utah và miền tây Wyoming phần nhiều là bãi cỏ rộng ít người ở.
Từ miền tây qua bên đông, đất của tiểu bang này là lưu vực giống sa mạc, trở thành cao nguyên, rồi núi alpine, rồi đồng cỏ của đồng bằng Lớn. Núi Elbert là đỉnh cao nhất của dãy núi Rocky thuộc đất liền Hoa Kỳ. Đỉnh Pike nổi tiếng một tí về phía tây của Colorado Springs. Có thể nhìn thấy đỉnh hiu quạnh của nó từ gần biên giới Kansas vào những ngày nắng.

### Các thành phố quan trọng

Bản đồ các quận Colorado

Các mục trong danh sách này tiêu biểu cho một khu vực đô thị hay khu vực tiểu đô thị của Thống kê Dân số Hoa Kỳ, đặt tên theo các thành phố chính của khu vực đó. Các thành phố được liệt kê bằng chữ đậm có dân số hơn 100.000 người:
| - Denver–Aurora (276.393) - Arvada - Brighton - Broomfield - Castle Rock - Centennial - Thành phố Commerce - Englewood - Federal Heights - Golden - Làng Greenwood - Lakewood (144.126) - Littleton - Northglenn - Parker - Thornton - Westminster - Wheat Ridge | - Colorado Springs (360.890) - Fountain - Fort Collins – Loveland - Pueblo - Boulder - Lafayette - Longmont - Louisville - Superior - Greeley - Windsor | - Grand Junction - Thành phố Canon - Montrose - Durango - Fort Morgan - Silverthorne - Sterling |

Các thành phố nổi tiếng khác (ít hơn 10.000 dân cư):
- Alamosa
- Aspen
- Glenwood Springs
- Leadville
- Trinidad
- Vail
- Walsenburg

## Lịch sử
Tiểu bang này được đặt tên theo từ "Colorado" trong tiếng Tây Ban Nha, từ này có nghĩa là "hơi màu đỏ", có thể là để chỉ đến những sự hình thành sa thạch màu đỏ ở vùng đó hoặc là màu đỏ nâu của sông Colorado.
Vùng đất, mà sau này là Colorado, trở thành một phần của Hoa Kỳ sau Vụ mua Louisiana năm 1803 và vụ Mexico nhượng lại phần đất năm 1848. Nhiều người đã đến vùng Denver khi diễn ra các cuộc đổ xô đi tìm vàng ở Colorado năm 1859 (xem thêm Fifty-Niner và ở California), nhưng nhiều người đã bỏ đi sau một cuộc mở mang công nghiệp mỏ ban đầu. Lãnh thổ Colorado là mộtlãnh thổ của Hoa Kỳ ngày 28 tháng 2 năm 1861, và Colorado được chính phủ tăng cấp thành tiểu bang ngày 1 tháng 8 năm 1876. Vì tiểu bang này được gia nhập Hoa Kỳ một thế kỷ sau khi Hoa Kỳ tuyên bố độc lập, tiểu bang được tên hiệu "Tiểu bang Trăm năm" ("Centennial State"). Phụ nữ Colorado có quyền bỏ phiếu từ ngày 7 tháng 11 năm 1893.
Ba tàu chiến khác nhau được đặt tên USS Colorado để bày tỏ sự kính trọng đối với tiểu bang này.